# Ruissalo
L'île de Ruissalo (suédois : Runsala) est une île de l'archipel finlandais et un quartier de la ville de Turku en Finlande.

## Description
L'île est située au sud-ouest de la ville entre l'île de Hirvensalo et le district Pansio de Turku. La population de Ruissalo est d’environ 150 habitants en 2007.
Dans la direction est-ouest, Ruissalo mesure sept kilomètres de long.
Dans le sens nord-sud, sa largeur varie de moins d'un kilomètre à trois kilomètres.
Au nord et à l'est, seul le long et étroit détroit Pohjoissalmi sépare l'île du continent.
Au sud-est, Ruissalo est séparée de l'île d'Hirvensalo par le détroit Pukinsalmi, le long duquel passe le chenal maritime menant du port de Turku à la haute mer.

## Protection
On trouve à Ruissalo l'une des plus grandes forêts de chênes de Finlande. De nombreuses partie de l'île sont protégées.
Depuis 2000, presque toute l'île a été incluse dans le réseau Natura 2000 (FI0200057).
Dans les zones protégées, la circulation en dehors des sentiers est interdite du 15 avril au 31 juillet.

## Ruisrock
L'île est très connue pour son festival de musique rock Ruisrock.

## Galerie

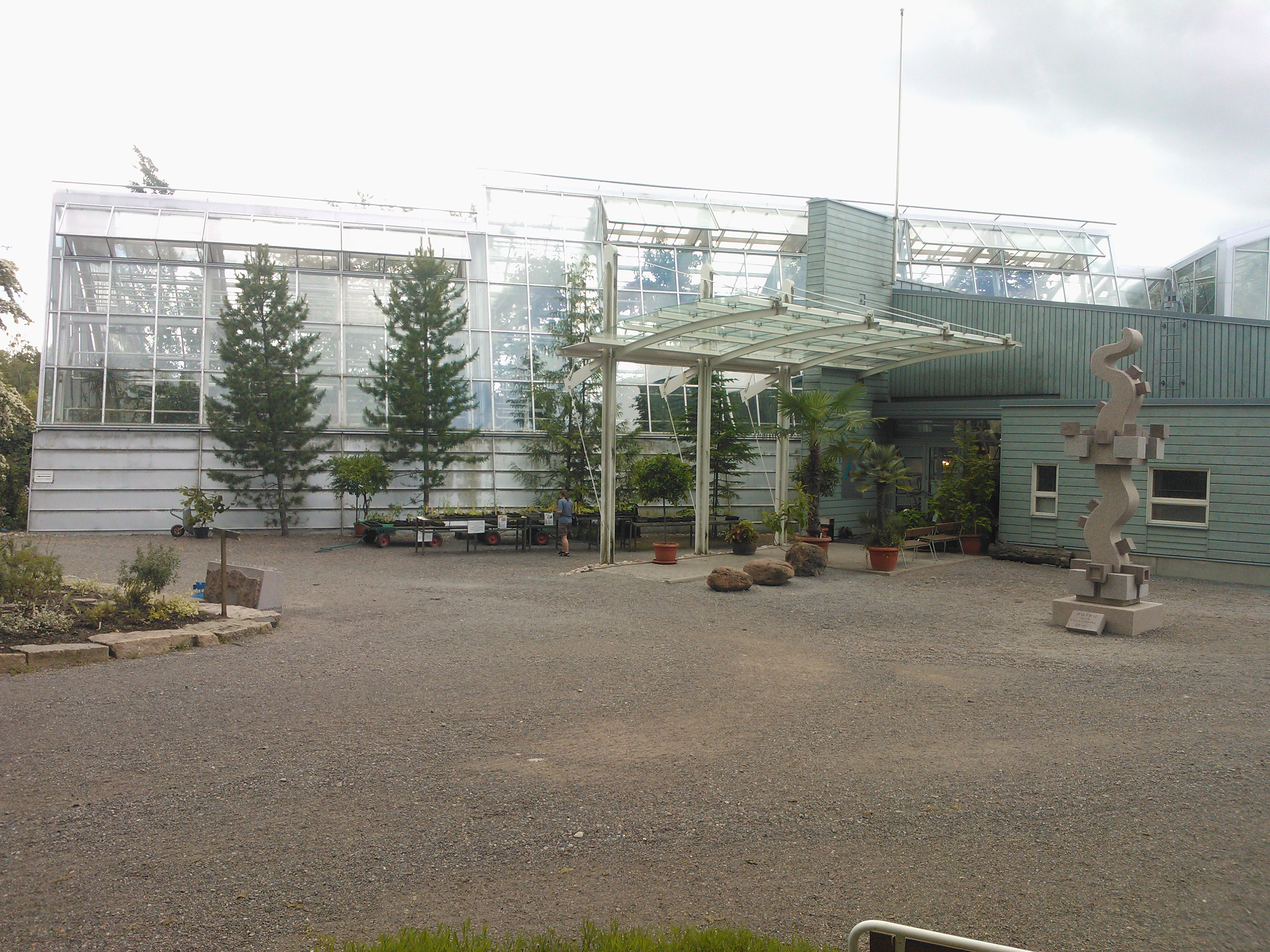
Le jardin botanique de l'université de Turku.
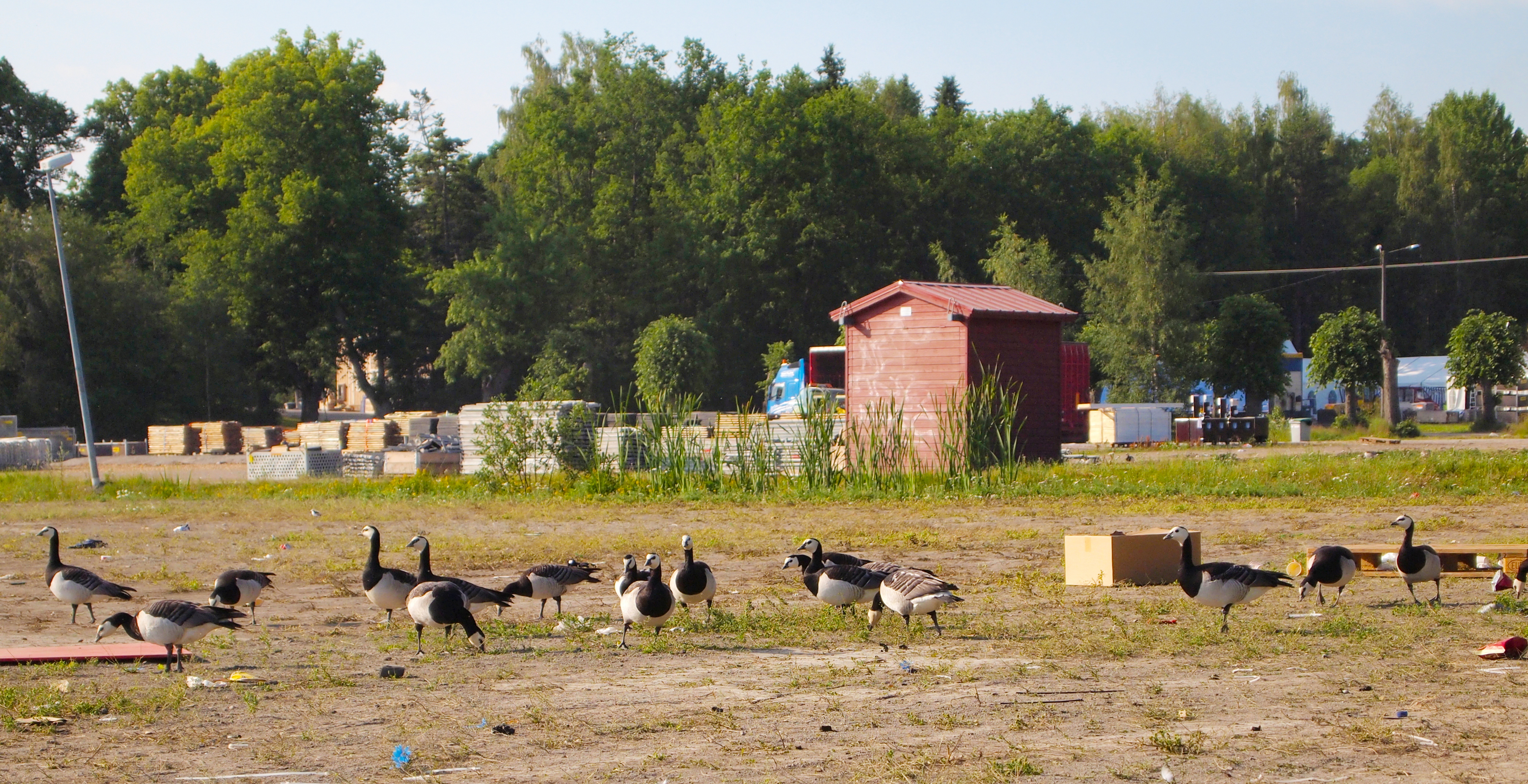
Branta leucopsis
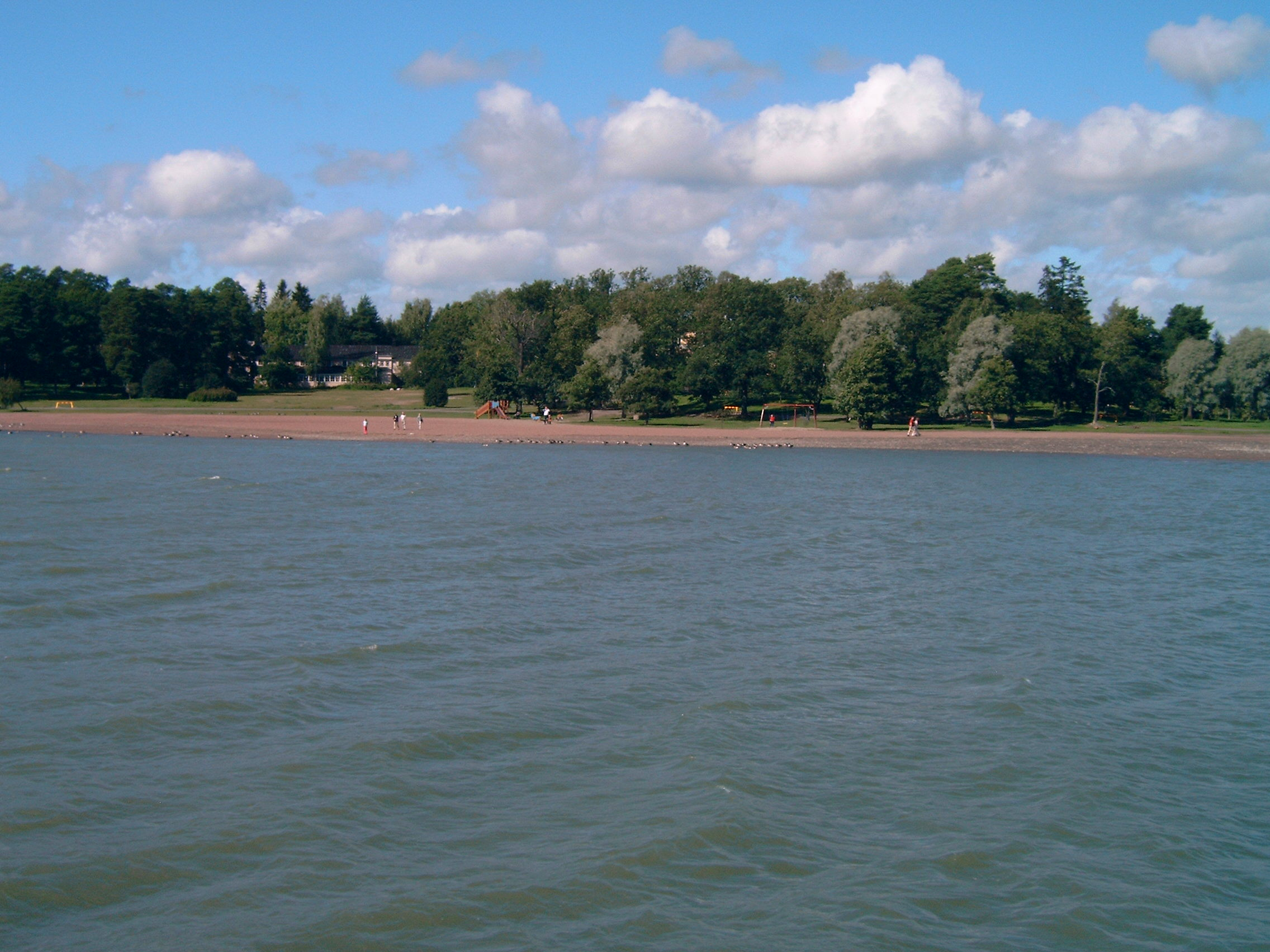
Le Parc Kansanpuisto où a lieu le festival Ruisrock.
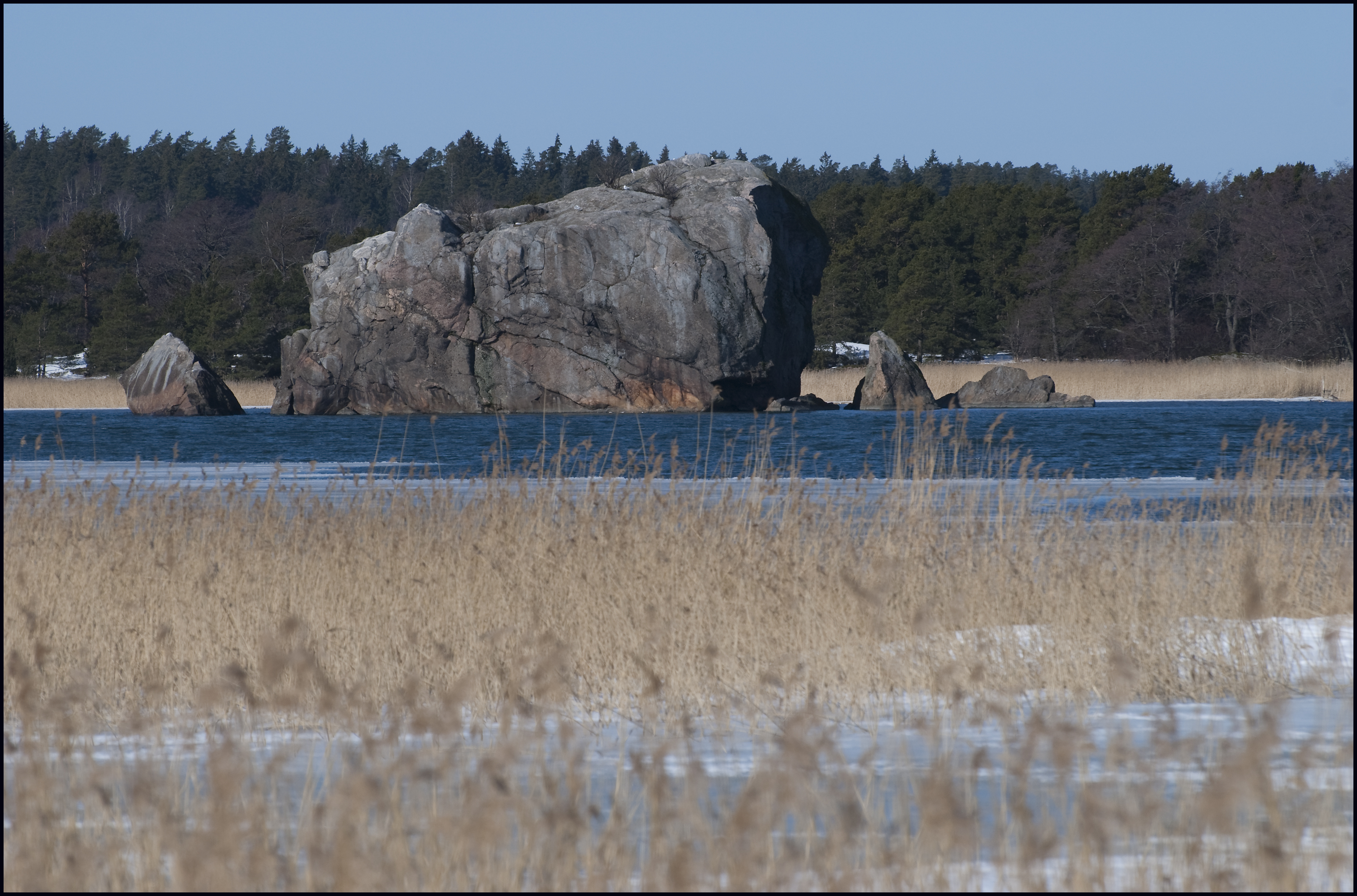
Kukkarokivi